# Келлен Даміко
Келлен Даміко (англ. Kellen Damico; нар. 16 березня 1989) — колишній американський тенісист.
Найвищу одиночну позицію світового рейтингу — 1364 місце досяг 22 жовтня, 2007, парну — 1361 місце — 11 червня, 2007 року.

## Юніорські фінали турнірів Великого шолома

### Парний розряд: 3 (1–2)
| Результат | Рік  | Турнір                                 | Покриття | Партнер          | Суперник                        | Рахунок       |
| --------- | ---- | -------------------------------------- | -------- | ---------------- | ------------------------------- | ------------- |
| Поразка   | 2006 | Відкритий чемпіонат Австралії з тенісу | Тверде   | Натаніел Шнаґґ   | Блажей Конюш Ґжеґож Панфіл      | 6–7(5–7), 3–6 |
| Перемога  | 2006 | Вімблдонський турнір                   | Трава    | Натаніел Шнаґґ   | Мартін Кліжан Андрей Мартін     | 7–6(9–7), 6–2 |
| Поразка   | 2007 | Відкритий чемпіонат Франції з тенісу   | Ґрунт    | Жонатан Ейссерік | Томас Фаббіано Андрій Коротченя | 4–6, 0–6      |